# Estoy bailando cantado en español
Estoy bailando cantado en español è un album di Daniela Goggi e Loretta Goggi, inciso come Hermanas Goggi, pubblicato dall' etichetta Hispavox nel 1979.

## Descrizione
L'album fu pubblicato in seguito al grande ed inaspettato successo del singolo Estoy bailando (versione spagnola del brano Sto ballando, inciso in precedenza dalla sola Daniela), che le sorelle Goggi avevano promosso in Spagna e Sud America durante i due spettacoli itineranti Go & Go e Supergoggi, nel periodo 1977-1980
.
Il disco conteneva sostanzialmente molte delle canzoni dell'album Il ribaltone, mantenute nella loro versione in italiano, con l'aggiunta del brano in spagnolo.
Gli arrangiamenti vennero curati da Totò Savio, anche produttore esecutivo dell'album.

## Edizioni
Il disco non venne distribuito in Italia ma solo sul mercato iberico su etichetta Hispavox con numero di catalogo S 60266, in LP e musicassetta. La foto di copertina è stata scattata dal fotografo Serapio Carreño.

## Musicisti
- Voce: Daniela Goggi, Loretta Goggi
- Arrangiamenti: Totò Savio
- Testi: AA.VV.

## Tracce
1. Estoy bailando – 3:02
2. Ce stanno altre cose – 4:03
3. M'ama non m'ama – 2:51
4. Tu e l'estate – 3:27
5. Voglia – 3:35
6. Per amarti così – 3:53
7. È meglio ridere – 4:08
8. Noi bellissimi – 3:27
9. Monkey monkey - scimmia scimmia – 4:27
10. Jumbo jet – 2:57